# Ochicanthon cambeforti
Ochicanthon cambeforti là một loài bọ cánh cứng trong họ Bọ hung (Scarabaeidae).